# Palazzo Pisani Gritti
Il Palazzo Pisani Gritti è un palazzo veneziano ubicato nel sestiere di San Marco, e si affaccia sul Canal Grande, di fronte alla basilica di Santa Maria della Salute.
Il prospetto laterale di sinistra dà su Campo del Traghetto, dove sorge la Chiesa di Santa Maria del Giglio.

## Storia
Il palazzo risale al XIV secolo, quando fu progettato come edificio di tre piani.
 La facciata di Campo del Traghetto è frutto di modifiche cinquecentesche, contemporanee agli affreschi commissionati a Giorgione per la facciata sul canale, andati perduti (analogamente a quelli del Fontego dei Tedeschi).

### Rifacimenti posteriori
Nel secondo Ottocento il palazzo fu innalzato di un piano. Nel XX secolo è stato adattato per ospitare un albergo di lusso, con l'attuale terrazza anteriore al primo piano costruita sul canale.

## Descrizione
Palazzo Pisani è un edificio di quattro piani, con un pian terreno molto basso e più sviluppati i tre piani nobili, tutti in stile gotico, di cui sono caratteristiche la aperture a sesto acuto. I due centrali presentano quattro monofore ben distribuite e simmetriche ai lati e centralmente una elegante pentafora, per un totale di nove finestre per piano. Si differenzia il terzo piano, successivo (1890 circa), il quale, pur ricalcando gli stilemi gotici dei due piani nobili inferiori, è visibilmente neogotico: esso inoltre, in luogo della pentafora, ha tre monofore distanziate l'una dall'altra, che evidenziano lo scarto temporale, senza rompere il rapporto armonico tra le parti.